# Йоган Теодор Баварський
Йоган Теодор Баварський (Johann Theodor von Bayern; 3 вересня 1703, Мюнхен; † 27 січня 1763, Льєж) з родини Віттельсбахів, кардинал і єпископ Регенсбурга з 1719 року, Фрайзінга з 1727 року та князь-єпископ Льєжа з 1744 року.

## Біографія

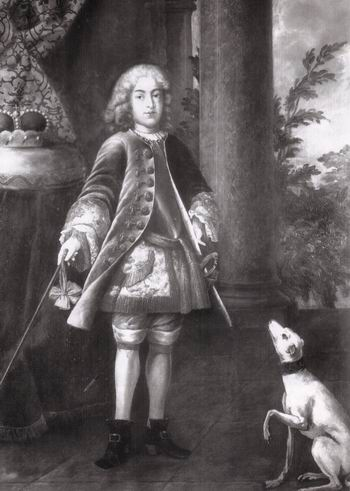
Йоган Теодор у дитинстві

Народився в родині Максиміліана II Еммануїла та Терези Кунегунди Собеської (†1730), доньки польського короля Яна III Собеського.
Йоган Теодор навчався в Інгольштадтському та Сієнському університетах. Після смерті старшого брата Філіпа Моріца 12 березня 1719 року його інший брат Клеменс-Август зайняв церковну посаду на північному заході Священної Римської імперії, а Йоган Теодор став князем-єпископом Фрайзінга та Регенсбурга у віці 15 років. 
Йоган Теодор був висвячений на іподиякона в 1724 році. Висвячений на священика 8 квітня 1730 року. Після отримання папського дозволу від 4 серпня 1730 року на єпископське свячення до канонічно необхідного віку (йому було лише 27 років), він був висвячений на єпископа 1 жовтня 1730 року в кафедральному соборі Мюнстера своїм братом Клеменсом-Августом Баварським, архієпископом і курфюрстом Кельна, якому допомагали Йоган Адольф фон Орде, титулярний єпископ Флавіополі, і Фердинанд Остергоф, титулярний єпископ Агатоніце. Завдяки зближенню Йогана Теодора з Бурбонами, Людовик XV у 1732 році лобіював його кандидатуру на посаду великого магістра Тевтонського ордену. Але на виборах переміг його брат Клеменс-Август. 
9 вересня 1743 року Папа Бенедикт XIV зробив його кардиналом in pectore. Він отримав церкву Сан-Лоренцо-ін-Лучіна в Римі. З 1744 року він також був єпископом Льєжа. 
Папа Климент XIII 11 березня 1761 року відмовив йому в згоді на обрання архієпископом Кельна, після смерті старшого брата Клеменса-Августа, через його скандальне життя. Йоган Теодор був відомий як великий мисливець, покровитель музики (він грав на віолончелі) і театру, а також мав чудовий двір у Льєжі та подобався жителям єпископату. За чутками, він мав романи з кількома жінками, попри свій духовний статус. Маючи астму і туберкульоз, він послухався поради свого лікаря на ім'я Степплер (німець з Мюнхена), який стверджував, що його хвороба походить від вугільних парів. Тому Йоган Теодор поїхав на регулярне перебування до Німеччини, хоча це не покращило його здоров'я.

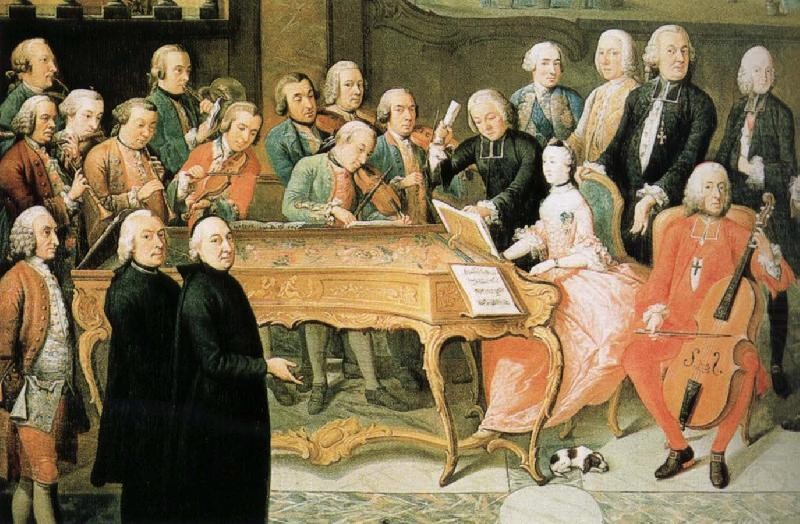
Йоган Теодор грає на віолончелі у Льєжі

Йоган Теодор помер 27 січня 1763 року у бельгійському Льєжі. Його поховали в місцевому соборі Сен-Ламберт, а серце помістили в каплицю Благодаті в храмі Богоматері у Альтеттінзі, Баварія. Йоган Теодор став останнім князем-єпископом з родини Віттельсбахів. У наступних поколіннях вже не вистачало молодших синів, щоб обіймати духовні посади.